# Андраде, Эуклидис
Эуклидис Тавариш Андраде (порт. Euclides Tavares Andrade; род. 12 декабря 1997, Таррафал, острова Сотовенту), более известен как Кле (порт. Clé) — кабо-вердианский футболист, нападающий клуба «Хапоэль» Петах-Тиква. Выступал в национальной сборной Кабо-Верде.

## Карьера

### Начало карьеры
Футбольную карьеру футболист начинал в кабо-вердианских клубах «Бейра-Мар» и «Боавишта», вместе в которыми выступал во втором футбольном дивизионе. В январе 2020 года футболист перешёл в португальский клуб «Оливейра-ду-Ошпитал». Дебютировал за клуб 1 февраля 2020 года в матче против клуба «Униан Лейрия», выйдя на поле в начале второго тайма. Провёл за клуб всего лишь 6 матчей, после чего в марте 2020 года чемпионат был приостановлен, а футболист вскоре получил статус свободного агента. В июле 2020 года футболист на правах свободного агента присоединился к португальскому клубу «Белененсеш». В 2022 году футболист вместе с клубом стал победителем чемпионат-лиги и вышел в Третью лигу. В 2023 году футболист вместе с клубом стал серебряным призёром Третьей лиги, уступив в финале 20 мая 2023 года клубу «Униан Лейрия». Летом 2023 года футболист вместе с клубом начинал сезон уже в рамках Второй лиги.

### АЕЗ
В январе 2024 года футболист перешёл в кипрский клуб АЕЗ. Дебютировал за клуб футболист 21 января 2024 года в матче против никосийской «Омонии», выйдя на замену на 55 минуте. Дебютный гол за клуб футболист забил 15 февраля 2024 года в матче против клуба «Неа Саламина». Вместе с клубом футболист завершил первую половину чемпионата на итоговом 12 месте, отправившись в стадию за сохранение прописки. По итогу второй части чемпионата футболист вместе с клубом остановился на итоговом последнем месте, вылетев во Второй дивизион. На протяжении сезона футболист выступал за клуб в роли одного из основных игроков, отличившись 3 забитыми голами и результативной передачей. По окончании сезона футболист покинул кипрский клуб. 

### «Хапоэль» Кфар-Шалем
В июле 2024 года футболист на правах свободного агента присоединился к кфар-шалемскому «Хапоэлю». Дебютировал за клуб футболист 22 августа 2024 года в матче против клуба «Хапоэль» Рамат-ха-Шарон, выйдя на поле в стартовом составе, также отличившись своим дебютным забитым голом. В своих первых 4 матчах футболист отличился по забитому голу в каждом из них. В матче 9 декабря 2024 года против клуба «Хапоэль» Ришон-ле-Цион футболист отличился забитым хет-триком. По итогу сезона футболист вместе с клубом вышел в этап за право выйти в элитный дивизион. По итогу сезона футболист вместе с клубом завершил чемпионат на итоговом четвёртом месте. На протяжении сезона футболист выступал за клуб в роли одного из ключевых игроков, став лучшим бомбардиром клуба с 13 забитыми голами.

### «Хапоэль» Петах-Тиква
В июле 2025 года футболист перешёл в израильский клуб «Хапоэль» Петах-Тиква, подписав контракт до конца сезона.

## Международная карьера
В январе 2019 года футболист выступал в молодёжной сборной Кабо-Верде до 20 лет. В июле 2019 года футболист получил вызов в национальную сборную Кабо-Верде для участия в квалификациях чемпионата африканских наций. Дебютировал за сборную 27 июля 2019 года в матче против сборной Мавритании. Дебютный гол за сборную футболист забил 18 июня 2023 года в матче против сборной Буркина-Фасо.